# Origins, Vol. 1
Origins, Vol. 1 är coveralbum med Ace Frehley, utgivet i april 2016. Gästartister på albumet är Slash, Lita Ford, John 5, Mike McCready och Paul Stanley. Albumet gick in på 23:e plats på Billboard 200.

## Låtlista
| Nr           | Titel                                   | Kompositör                                               | Originalartist              | Längd |
| ------------ | --------------------------------------- | -------------------------------------------------------- | --------------------------- | ----- |
| 1.           | White Room                              | Jack Bruce, Pete Brown                                   | Cream                       | 5:04  |
| 2.           | Street Fighting Man                     | Mick Jagger, Keith Richards                              | The Rolling Stones          | 4:01  |
| 3.           | Spanish Castle Magic (featuring John 5) | Jimi Hendrix                                             | The Jimi Hendrix Experience | 3:35  |
| 4.           | Fire and Water (featuring Paul Stanley) | Andy Fraser, Paul Rodgers                                | Free                        | 4:11  |
| 5.           | Emerald (featuring Slash)               | Phil Lynott, Brian Robertson, Brian Downey, Scott Gorham | Thin Lizzy                  | 4:29  |
| 6.           | Bring It On Home                        | Willie Dixon                                             | Led Zeppelin                | 4:26  |
| 7.           | Wild Thing (featuring Lita Ford)        | Chip Taylor                                              | The Troggs                  | 3:45  |
| 8.           | Parasite (featuring John 5)             | Frehley                                                  | Kiss                        | 4:03  |
| 9.           | Magic Carpet Ride                       | Rushton Moreve, John Kay                                 | Steppenwolf                 | 3:43  |
| 10.          | Cold Gin (featuring Mike McCready)      | Frehley                                                  | Kiss                        | 5:18  |
| 11.          | Till the End of the Day                 | Ray Davies                                               | The Kinks                   | 2:27  |
| 12.          | Rock and Roll Hell                      | Gene Simmons, Bryan Adams, Jim Vallance                  | Kiss                        | 6:31  |
| Total längd: | Total längd:                            | Total längd:                                             | Total längd:                | 51:33 |